# 20-Euro-Münze

Wertseite der 20-Euro-Münze 125. Geburtstag Nelly Sachs von 2016 aus Deutschland

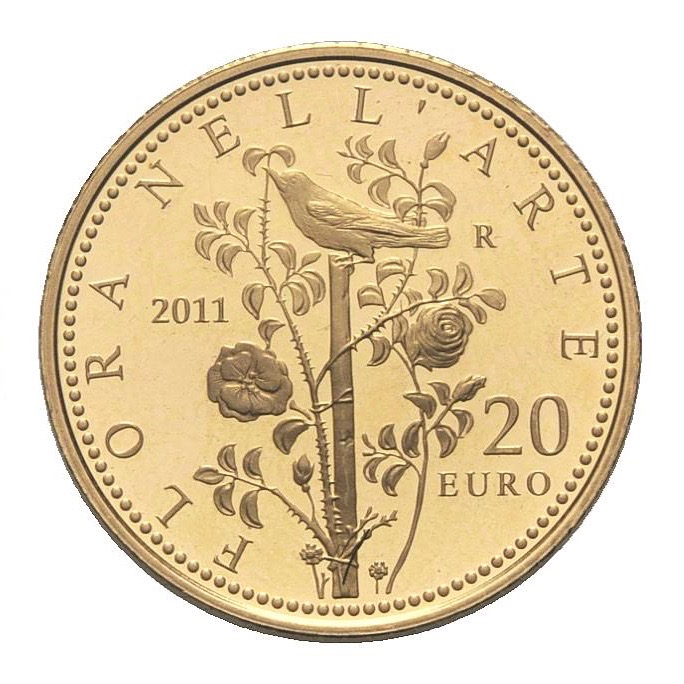
20-Euro-Münzen gibt es auch in Gold: Fauna nell'arte von 2011 aus Italien

20-Euro-Münzen werden von mehreren europäischen Ländern herausgegeben. Die folgende Auflistung führt zu den entsprechenden Ausgabeländern und deren Sammlermünzen-Editionen:
- 20-Euro-Münze (Belgien), siehe Belgische Euromünzen #20 Euro
- 20-Euro-Münze (Deutschland), siehe Gedenkmünzen der Bundesrepublik Deutschland #20-Euro-Gedenkmünzen und #20-Euro-Goldmünzen
- 20-Euro-Münze (Estland), siehe Estnische Euromünzen #Sammlermünzen
- 20-Euro-Münze (Finnland), siehe Finnische Euromünzen #20 Euro
- 20-Euro-Münze (Frankreich), siehe Französische Euromünzen #20 Euro
- 20-Euro-Münze (Griechenland), siehe Griechische Euromünzen #20 Euro
- 20-Euro-Münze (Irland), siehe Irische Euromünzen #Sammlermünzen
- 20-Euro-Münze (Italien), siehe Italienische Euromünzen #20 Euro
- 20-Euro-Münze (Lettland), siehe Lettische Euromünzen #20 Euro
- 20-Euro-Münze (Litauen), siehe Litauische Euromünzen #20 Euro
- 20-Euro-Münze (Luxemburg), siehe Luxemburgische Euromünzen #Sammlermünzen
- 20-Euro-Münze (Malta), siehe Maltesische Euromünzen #20 Euro
- 20-Euro-Münze (Monaco), siehe Monegassische Euromünzen #Sammlermünzen
- 20-Euro-Münze (Niederlande), siehe Niederländische Euromünzen #Sammlermünzen
- 20-Euro-Münze (Österreich), siehe Österreichische Euromünzen #20 Euro
- 20-Euro-Münze (San Marino), siehe San-marinesische Euromünzen #20 Euro
- 20-Euro-Münze (Slowakei), siehe Slowakische Euromünzen #20 Euro
- 20-Euro-Münze (Spanien), siehe Spanische Euromünzen #20 Euro
- 20-Euro-Münze (Vatikan), siehe Vatikanische Euromünzen #20 und 50 Euro
- 20-Euro-Münze (Zypern), siehe Zyprische Euromünzen #20 Euro